# Albert W. Sherer
Albert William „Bud“ Sherer, Jr. (* 16. Januar 1916 in Wheaton, Illinois; † 27. Dezember 1986 in Chicago, Illinois) war ein US-amerikanischer Diplomat, der unter anderem von 1967 bis 1970 Botschafter in Togo, zwischen 1968 und 1969 zugleich Botschafter in Äquatorialguinea, von 1970 bis 1971 Botschafter in Guinea sowie zwischen 1972 und 1975 Botschafter in der Tschechoslowakei war. Er war zugleich von 1973 bis 1975 Leiter der US-Delegation bei der Konferenz über Sicherheit und Zusammenarbeit in Europa (KSZE) sowie zwischen 1975 und 1977 stellvertretender Leiter der Ständigen Vertretung bei den Vereinten Nationen im Range eines Botschafters.

## Leben
Albert William Sherer, Jr., begann nach dem Schulbesuch ein grundständiges Studium an der Yale University, das er mit einem Bachelor of Arts (BA) beendete. Eine darauf folgendes Studium der Rechtswissenschaften an der Harvard Law School schloss er 1941 mit einem Bachelor of Laws (LLB) ab. Nach seiner anwaltlichen Zulassung bei der Anwaltskammer von Illinois (Illinois Bar Association) war er kurze Zeit als Rechtsanwalt in Chicago tätig. Nach dem Eintritt der USA in den Zweiten Weltkrieg am 8. Dezember 1941 trat er in die US Army Air Forces (USAAF) ein und nahm bis 1945 an 30 Bombereinsätzen im Südpazifik teil. Nachdem er aus dem aktiven Militärdienst ausgeschieden war, trat er 1946 in den diplomatischen Dienst (Foreign Service) des US-Außenministeriums ein. Er war zunächst von 1946 bis 1949 Mitarbeiter des Konsulats in Tanger in Marokko sowie im Anschluss zwischen 1949 und 1951 als Dritter Sekretär an der Botschaft in der Volksrepublik Ungarn tätig. Er musste die Botschaft verlassen, nachdem die ungarische Regierung ihn und zwei weitere Amerikaner ausgewiesen hatte, weil sie angeblich für eine antikommunistische Gruppe unter der Führung des Erzbischofs von Kalocsa József Grősz spioniert hätten. Nachdem er zwischen 1951 und 1955 Referent im Referat Osteuropa (Office of Eastern European Affairs) des Außenministeriums war, fand er zwischen 1955 und 1957 Verwendung als Zweiter Sekretär an der Botschaft in der Tschechoslowakei. Nach seiner Rückkehr war er von 1957 bis 1960 Leiter des Osteuropa-Referats des Außenministeriums und besuchte im Anschluss zwischen 1960 und 1961 das Bowie-Seminar am Zentrum für internationale Angelegenheiten (Center for International Affairs) der Harvard University. Daraufhin fungierte er zwischen 1961 und 1966 als Ständiger Vertreter des Botschafters (Deputy Chief of Mission) in der Volksrepublik Polen sowie nach seiner Rückkehr von 1966 bis 1968 als Inspektor im Inspektionskorps des Außenministeriums.
Am 13. September 1967 wurde „Bud“ Sherer zum Botschafter in Togo ernannt und überreicht dort als Nachfolger von William Witman II seine Akkreditierung. Er verblieb auf diesem Posten bis zum 5. März 1970 und wurde daraufhin von Dwight Dickinson abgelöst. Zugleich wurde er am 28. Oktober 1968 auch erster nicht-residierender Botschafter in Äquatorialguinea mit Amtssitz in Lomé und überreichte am 21. November 1969 sein Beglaubigungsschreiben. Er verblieb auf diesem Posten bis zum 13. Oktober 1969, woraufhin Lewis Hoffacker seine Nachfolge antrat. Im Anschluss wurde er am 17. März 1970 zum Botschafter in Guinea berufen, wo er am 31. März 1970 als Nachfolger von Robinson McIlvaine seine Akkreditierung überreichte. Dieses Amt hatte er bis zum 21. Dezember 1971 und wurde anschließend von Terence Todman abgelöst. Daraufhin erfolgte am 15. Februar 1972 seine Berufung zum Botschafter in der Tschechoslowakei und übergab dort am 15. März 1972 sein Beglaubigungsschreiben als Nachfolger von Malcolm Toon. Diese Funktion bekleidete er bis zum 29. Juli 1975, woraufhin Thomas Ryan Byrne ihn ablöste.
Sherer war zugleich von 1973 bis 1975 Leiter der US-Delegation bei der Konferenz über Sicherheit und Zusammenarbeit in Europa (KSZE) in Helsinki. Nach 30 Monaten vorangegangener Verhandlungen unterzeichneten die anwesenden 35 Nationen am 1. August 1975 die Schlussakte von Helsinki, eine Charta, die eine durch die sowjetische Annexion veränderte europäische Landkarte anerkannte und versprach, dass die Nationen des Ostblocks einen freieren Fluss von Informationen und Einzelpersonen über diese Grenzen hinweg ermöglichen würden. Danach war er während der Amtszeit von US-Präsident Gerald Ford zwischen 1975 und 1977 stellvertretender Leiter der Ständigen Vertretung bei den Vereinten Nationen im Range eines Botschafters. Im Sicherheitsrat der Vereinten Nationen legte er sein Veto gegen die Aufnahme Angolas in die UN und eine Resolution ein, in der Israel aufgefordert wurde, sich bis zum 1. Juni 1977 aus allen besetzten Gebieten zurückzuziehen. 1976 forderte er Südafrika auch auf, die Apartheid, seine Politik von Rassendiskriminierung und Rassentrennung zu beenden und sagte, dass „dies eindeutig nach keinem Menschenrechtsstandard akzeptabel“ (‚clearly not acceptable under any standard of human rights.‘) sei. Danach nahm er als Leiter der US-Delegation am ersten Folgetreffen der KSZE vom 4. Oktober 1977 bis zum 9. März 1979 in Belgrad teil. 1979 schied er aus dem diplomatischen Dienst aus und war zuletzt von 1984 bis zu seinem Tode 1986 Lehrbeauftragter (Ajunct Professor) an der Northwestern University. 
Aus seiner 1944 geschlossenen Ehe mit Carroll Russell Sherer (1923–2012) gingen die Tochter Susan Sherer Osnos sowie die beiden Söhne Peter R. und Anthony W. Sherer hervor.